# Malpartida (Almeida)
Malpartida is een plaats (freguesia) in de Portugese gemeente Almeida en telt 206 inwoners (2001).